# Jirapan Phasukihan
Jirapan Phasukihan (thailändisch จิรพันธ์ ผาสุขขันธ์, * 8. August 1993), auch als Boat bekannt, ist ein thailändischer Fußballspieler.

## Karriere
Über die Stationen Kabin United FC und dem MOF Customs United FC wechselte Jirapan Phasukihan zum Nakhon Pathom United FC. Der Verein aus Nakhon Pathom spielte in der dritten Liga, der Thai League 3. Hier trat der Verein in der Lower Region an. Ende 2019 wurde er mit dem Klub Meister der Region und stieg somit in die zweite Liga auf. Nach einer Saison in der zweiten Liga wechselte er im August 2021 in die erste Liga, wo er einen Vertrag beim Aufsteiger Nongbua Pitchaya FC unterschrieb. Am Ende der Saison 2022/23 musste er mit Nongbua als Tabellenvorletzter den Weg in die Zweitklassigkeit antreten. Nach dem Abstieg verließ er Nongbua und schloss sich im Sommer 2023 dem Erstligisten PT Prachuap FC an. Im Dezember 2024 wurde sein Vertrag verlängert.

## Erfolge
Nakhon Pathom United FC
- Thai League 3 – Lower: 2019  ▲